# 富宗河畔瓦雷讷
富宗河畔瓦雷讷（法語：Varennes-sur-Fouzon，法語發音：[vaʁɛn syʁ fuzɔ̃]）是法国安德尔省的一个旧市镇，位于该省北部，属于伊苏丹区。2016年1月1日，富宗河畔瓦雷讷和相邻的另外2个市镇合并为新市镇瓦勒富宗（Val-Fouzon），富宗河畔瓦雷讷为政府驻地。

## 地理
富宗河畔瓦雷讷（47°12'47"N, 1°36'21"E）面积22.85 平方千米，位于法国中央-卢瓦尔河谷大区安德尔省，该省份为法国中部省份，北起卢瓦-谢尔省，西北接安德尔-卢瓦尔省，西南接维埃纳省，南至克勒兹省和上维埃纳省，东临谢尔省。
富宗河畔瓦雷讷的时区为UTC+01:00、UTC+02:00（夏令时）。

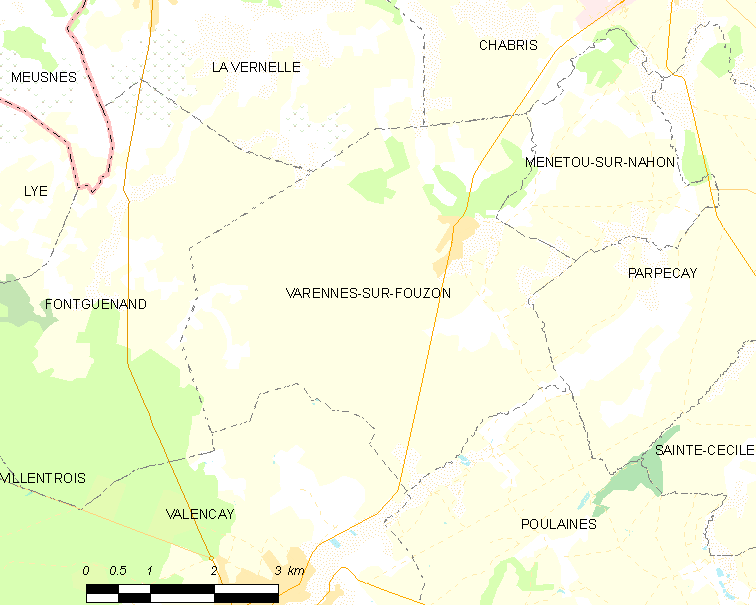
富宗河畔瓦雷讷的OSM定位图

## 行政
富宗河畔瓦雷讷的邮政编码为36210，INSEE市镇编码为36229。

## 政治
富宗河畔瓦雷讷所属的省级选区为瓦朗赛县。

## 人口

1962-2008年间富宗河畔瓦雷讷人口变化图示

富宗河畔瓦雷讷于2018年1月1日时的人口数量为665人。